# Incydent w Cieśninie Korfu

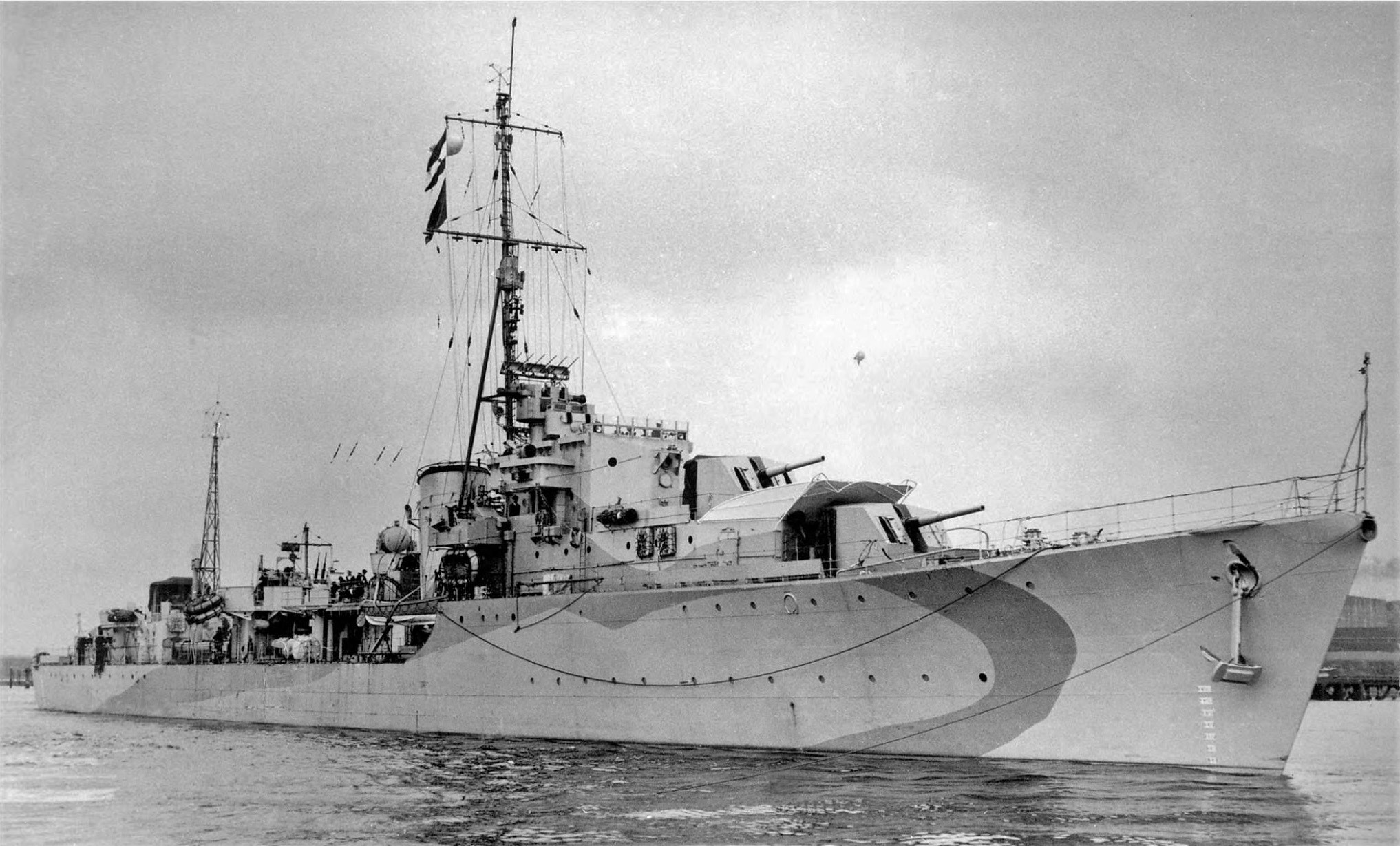
Niszczyciel HMS „Saumarez”

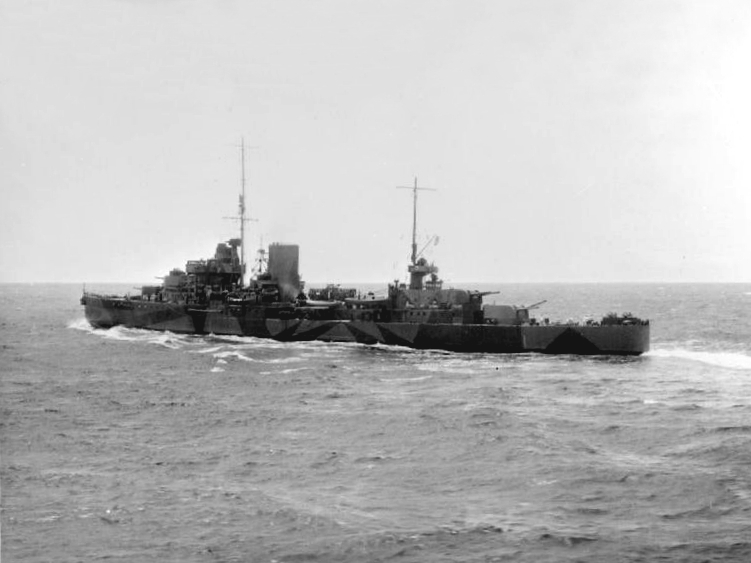
Krążownik HMS „Leander”

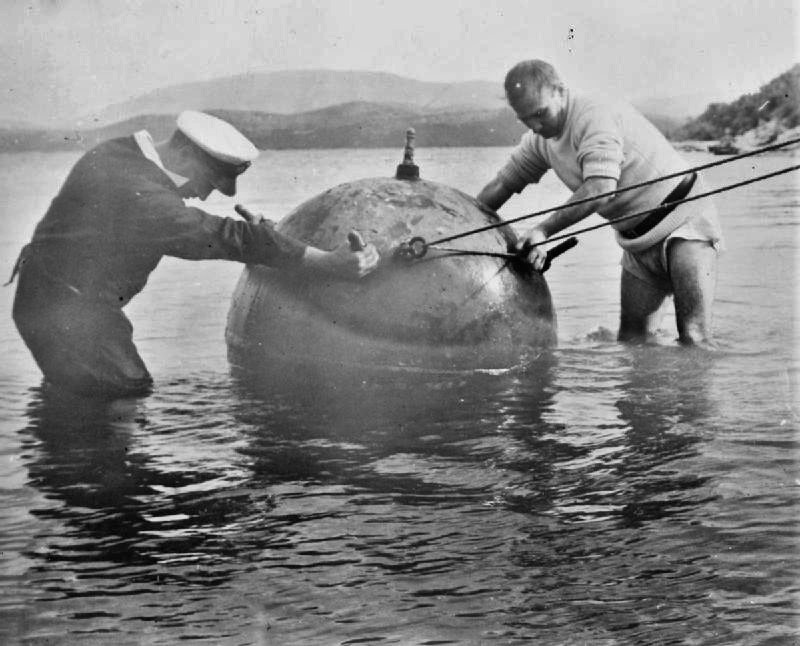
Podoficerowie brytyjscy wyciągają na brzeg niemiecką minę kotwiczną postawioną przez Albańczyków

Incydent w Cieśninie Korfu (incydent w kanale Korfu) – zatarg między Albanią a Wielką Brytanią w 1946 roku, wywołany uszkodzeniem brytyjskich okrętów na postawionych przez Albanię minach, powstały na tle przynależności terytorialnej wód cieśniny między wyspą Korfu a Albanią.

## Podłoże
Wyspa Korfu (Kerkyra) jest wyspą z grupy Wysp Jońskich i należy do Grecji. Jej północny kraniec oddalony jest zaledwie o 2 do 3 mil morskich od brzegu Albanii, a południowy o kilka mil od brzegu Grecji kontynentalnej. Cieśnina oddzielająca Korfu od Grecji i Albanii, zwana też kanałem Korfu, ma spore znaczenie strategiczne jako droga morska.
Ze względu na małą szerokość cieśniny między Korfu a Albanią, statki płynące tamtędy musiały wpływać na wody terytorialne Albanii. Z tego względu rząd brytyjski stał na stanowisku, że Cieśnina Korfu należy do wód międzynarodowych. Po II wojnie światowej rząd albański zapragnął jednak zmienić ten stan rzeczy.
Już 15 maja 1946 roku doszło do incydentu, w którym brytyjskie krążowniki HMS „Orion” i „Superb” płynące cieśniną zostały niecelnie ostrzelane z brzegu albańskiego. Rząd brytyjski złożył protest, lecz rząd Albanii ogłosił wówczas wody cieśniny do 3 mil morskich od brzegu za swoje wody terytorialne, zapowiadając, że każdy okręt lub statek będzie musiał uzyskać zezwolenie Albanii na przepływ Cieśniną Korfu. Brytyjczycy nie zaakceptowali tego, powołując się na prawo międzynarodowe i skierowali w okolice Korfu zespół okrętów w celu demonstracji siły.
W tym okresie albański rząd postanowił potajemnie zaminować część wód terytorialnych Albanii. Ponieważ marynarka albańska wówczas praktycznie nie istniała, miny zostały najprawdopodobniej potajemnie postawione na prośbę Albanii przez dwa jugosłowiańskie małe stawiacze min „Mljet” i „Meljine”. Prawdopodobnie miało to miejsce około 20 października 1946.

## Incydent
22 października 1946 roku eskadra brytyjskich okrętów w składzie lekkich krążowników HMS „Mauritius” i „Leander” oraz niszczycieli HMS „Volage” i „Saumarez", wypłynęła z portu Korfu i udała się na północ w stronę Cieśniny Korfu. Załogi były w pogotowiu bojowym po majowym incydencie. Już po przepłynięciu najwęższej części kanału, na północ od niego, na wysokości albańskiego portu Saranda, nagle o godzinie 14.53 niszczyciel HMS „Saumarez” wszedł na minę, która wybuchła na śródokręciu, na wysokości pomostu bojowego. W wyniku wybuchu zginęło 35 marynarzy, a 41 zostało rannych (jeden następnie zmarł). Rozlało się i zapaliło paliwo okrętu, który nabrał przechyłu.
Niszczyciel HMS „Volage” pospieszył z pomocą uszkodzonemu i płonącemu „Saumarezowi” i wziął go na hol, holując do portu w Korfu. O godzinie 16:31 HMS „Volage” również wszedł na minę, której wybuch urwał mu część dziobową, zginęło przy tym 8 marynarzy. Okręt jednak zachował zdolność manewru i wkrótce podjął holowanie, płynąc jednak wstecz w celu odciążenia grodzi dziobowej. Na miejsce dotarł następnie lotniskowiec HMS „Ocean” i krążownik „Leander”, który podjął holowanie obu okrętów. Płynąc z małą prędkością, cały zespół przepłynął z powrotem przez Cieśninę Korfu i o godz. 1:30 w nocy dotarł do portu Korfu.
Niszczyciel HMS „Volage” został następnie odremontowany na Malcie, natomiast „Saumarez” został przekształcony w hulk, a w 1950 złomowany. Dłużej ciągnęły się następstwa prawne i dyplomatyczne incydentu.

## Następstwa dyplomatyczne
27 października Wielka Brytania złożyła oficjalny protest do władz albańskich o zaminowanie kanału, Albania odpowiedziała zaś protestem o naruszenie jej wód terytorialnych. Wbrew protestowi Albanii, brytyjska flotylla trałowców w dniach 11-13 listopada 1946 przetrałowała wody Cieśniny Korfu (operacja Retail), znajdując 22 miny kotwiczne niemieckiego typu EMC, postawione w torze wodnym, uważanym za wolny od min. Stan min wskazywał, że znajdują się w wodzie od kilku tygodni. Trzeba dodać, że bezpośrednio po zakończeniu wojny, Brytyjczycy dokonali już oczyszczenia z min toru wodnego w Cieśninie Korfu.
9 grudnia 1946 roku Wielka Brytania oskarżyła oficjalnie Albanię o sprzeczne z prawem międzynarodowym postawienie zagrody minowej bez ujawnienia tego faktu i zaznaczenia miejsca zagrody, a także zażądała wypłacenia odszkodowania. Albania odrzuciła żądania, nie przyznając się do wiedzy na temat pola minowego. Specjalnie powołana 27 stycznia 1947 roku komisja ONZ, w składzie której znajdowali się przedstawiciele Australii, Kolumbii i Polski (Oskar Lange), nie doszła jednak do ustaleń w kwestii kto postawił miny, na skutek stanowiska Polski, iż brak jest dowodów wskazujących na Albanię. Rada Bezpieczeństwa ONZ przegłosowała wprawdzie następnie winę Albanii (przeciw były Polska i ZSRR), lecz na skutek weta delegata radzieckiego, którym był Andriej Gromyko, rezolucja Rady Bezpieczeństwa nie nabrała mocy prawnej.

## Następstwa prawne
Wobec nieskuteczności działań przed ONZ, rząd brytyjski pozwał Albanię przed Międzynarodowy Trybunał Sprawiedliwości w Hadze. Albania, reprezentowana przez francuskiego prawnika Pierre'a Cota, broniła się, zarzucając Brytyjczykom powrót do kolonialnej „dyplomacji kanonierek” wobec Albanii, polegającej na demonstracji siły okrętów wojennych.
Wyrokiem z dnia 9 kwietnia 1949 roku Trybunał uznał stosunkiem głosów 11 do 5 odpowiedzialność strony albańskiej za incydent wpłynięcia brytyjskich niszczycieli na miny w Cieśninie Korfu. Trybunał uznał wprawdzie, że brak jest wystarczających dowodów dla zarzucenia Albanii zaminowania cieśniny i współdziałania w tym Jugosławii, lecz wina strony albańskiej polegała na tym, że musiała posiadać wiedzę co do faktu zaminowania cieśniny, którą nie podzieliła się ze społecznością międzynarodową. Do takich wniosków Trybunał doszedł między innymi na podstawie wizji lokalnej, iż operacja minowania przy brzegu albańskim nie mogła pozostać z tego brzegu niezauważona.
Stosunkiem głosów 14 do 2 Trybunał orzekł również, że brytyjskie okręty, płynące kanałem Korfu 22 października, nie naruszyły suwerenności Albanii. Natomiast za naruszenie suwerenności uznano akcję rozminowywania wód kanału Korfu, przeprowadzoną przez Brytyjczyków w listopadzie 1946.
15 grudnia 1949 roku Trybunał oszacował wysokość odszkodowania należnego od Albanii dla Wielkiej Brytanii na 843 947 funtów szterlingów – 700 087 za uszkodzenie HMS „Saumarez”, 93 812 za uszkodzenie HMS „Volage” i 50 048 za śmierć 44 marynarzy i obrażenia dalszych.
Problem dla Brytyjczyków stanowiło wyegzekwowanie zasądzonej kwoty. Albania zgodziła się w 1951 roku zapłacić jedynie 40 000 funtów. W końcu Wielka Brytania zajęła zapas 5106 kg złota, które stanowiło początkowo własność albańskiego rządu, w 1939 roku zostało zagrabione przez faszystowskie Włochy, a pod koniec wojny przejęte przez III Rzeszę, następnie odnalezione przez aliantów i zdeponowane w Banku Anglii. Po wojnie stan prawny tego zapasu złota pozostał nieustalony, nie było ponadto warunków politycznych do zwrotu go komunistycznej Albanii Envera Hodży. Incydent w Cieśninie Korfu przez długie lata wpływał negatywnie na stosunki brytyjsko-albańskie. Po II wojnie światowej stosunki dyplomatyczne Wielkiej Brytanii z Albanią zostały nawiązane dopiero 29 maja 1991 roku.
Dopiero w maju 1992 roku osiągnięto porozumienie, na mocy którego rząd brytyjski zgodził się zwrócić Albanii 1574 kg złota, uznając swoje roszczenia za zaspokojone, a obie strony wyraziły żal za incydent w Cieśninie Korfu. W 1996 roku Wielka Brytania zwróciła Albanii ustaloną część złota.